# Mayer Sándor
Mayer Sándor (Meyer Sándor), (Pszkov, 1882 – Ausztrália, 1966) szobrász.

## Életpályája
Az oroszországi Pszkovban született, Szülei Breslau-ból származó evangélikus németek voltak. Az első világháború idején hadifogolyként került Magyarországra. Szombathelyen telepedett le, családot alapított. (Időközben Oroszországban maradt feleségétől elvált.) 1945-ben rövid időre Ausztriába ment, majd visszatért Magyarországra. 1947 és 1956 között a Vas megyei Nagymákfán élt. 1956-ban Ausztráliába költözött. 1966-ban halt meg.

## Munkái
- Szent Mónika és Szent Ágoston (Szombathelyi székesegyház)
- I. világháborús hősi emlékmű - Gyergyák Jenővel közösen (Vasvörösvár / Rotenturm an der Pinka)
- I. világháborús hősi emlékmű (Répceszentgyörgy)
- I. világháborús hősi emlékmű (Vép)
- I. világháborús hősi emlékmű (Acsád)
- Chernel István emlékmű (Kőszeg)
- I. világháborús relief (Kőszeg)
- "Ecce homo" és "Ecce mater tua" szobrok (Szombathely - Szent Quirinus templom)
- Gayer Gyula mellszobor (Szombathely)
- Nyugat-magyarországi felkelés emlékműve (Szombathely)
- Felső-kereskedelmi Fiúiskola emlékműve (Szombathely)
- Jézus Szíve templom oltára (Zalaegerszeg)
- Krisztus-dombormű (Szent Jakab-templom - Kőszeg)
- Bertha György reliefje, Bertha György Művelődési Ház (Rábahídvég)